# Cross-Slab von Altyre House

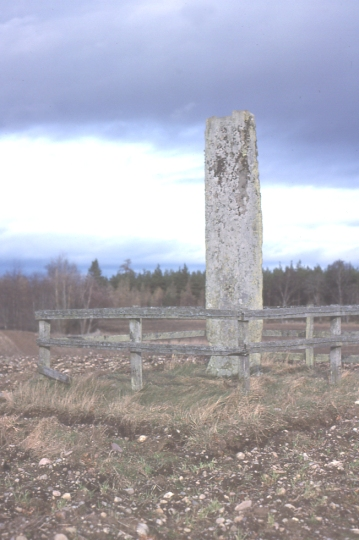
Der Kreuzstein

Die Cross-Slab von Altyre house ist eine Sandsteinsäule und steht seit etwa 1820 acht Kilometer südlich von Forres in der Grafschaft Moray in Schottland auf dem Anwesen Altyre. Sie soll von einem Feld von Roseisle, nordöstlich von Forres, stammen.
Die etwa drei Meter hohe schlanke Cross-Slab hat einen flachrechteckigen Querschnitt von 86 × 18 cm und steht auf einem von Wald umgebenen Feld. Die piktische Sandsteinsäule stammt mindestens aus dem 9. Jahrhundert und ist mit einem teilweise erhaltenen Kreuz auf der Vorderseite und einem unvollständig eingeschnittenen Kreuz auf der Rückseite verziert. Die Oghamschrift auf der linken Seite ist über einen Meter lang. Ihre Bedeutung ist allerdings unbekannt, da sie in piktischer Sprache verfasst ist. 
In der Nähe liegt die Ruine der Altyre Old Parish Church aus dem 13. Jahrhundert. Nur einige Kilometer von dem Cross-Slab von Altyre House entfernt steht der ähnliche Suenostein.